# El Remei de Creixenturri
El Remei de Creixenturri és l'església parroquial del veïnat de Creixenturri del municipi de Camprodon, a la comarca catalana del Ripollès. Està inscrita en l'Inventari del Patrimoni Arquitectònic de Catalunya amb el codi IPA-3867.

## Descripció
Originàriament (930) el lloc era ocupat per l'església romànica de Sant Cristòfol de Creixenturri, transformada als segles xiv i xv, després dels terratrèmols. Reformada contínuament durant el segle xix (1815 altar i 1843-49 absis i creuer). A final de segle es fan reformes sota la direcció d'Antoni Masmitjà fins a configurar-la tal com avui la coneixem. El temps passat registrava gran afluència de malalts i penitents per les curacions de la Verge del «Forat».
S'hi celebra missa per l'aplec del Remei, el segon diumenge d'octubre.
A pocs metres de la seva façana nord hi trobem un arbre monumental catalogat, l'Auró del Remei.